# Rambo: The Video Game
Rambo: The Video Game – gra komputerowa z gatunku rail shooter, będąca adaptacją filmu Rambo. Gra została wydana 21 lutego 2014 roku, a w 2016 roku została oficjalnie wycofana ze sprzedaży. Grę wyprodukowało polskie studio Teyon przy pomocy autorskiego silnika, wydało studio Reef Entertainment, a użyta w grze muzyka pochodzi z filmów.

## Fabuła
Gracz wciela się w postać Johna Rambo, wybitnego żołnierza sił specjalnych Stanów Zjednoczonych. Tytułowy bohater jest członkiem zespołu Baker, pod dowództwem pułkownika Trautmana. Działania Rambo w Wietnamie doprowadziły do prześladowania go w Stanach Zjednoczonych. Gra rozpoczyna się gdy postrzegany jako włóczęga i morderca John przybył do miasta Hope, gdzie został wtrącony do więzienia, jednak dzięki swoim zdolnościom udaje mu się uciec. Poszukują go oddziały policji w obrębie całego stanu. Rambo, który specjalizuje się w partyzantce zastawia mordercze pułapki i powoduje ogromne straty personalne. Za to zostaje skazany na kolonię karną w jednym z najgorszych więzień.
Jego dawny dowódca, pułkownik Trautman dotrzymuje wcześniejszej obietnicy i doprowadza do uwolnienia go. Rambo otrzymuje zadanie odnalezienia amerykańskich jeńców, którzy zaginęli w Wietnamie. Ostatnio przebywali w obozie, z którego jemu udało się uciec. Może odmówić udziału w misji, ale wtedy najbliższe pięć lat spędzi w kamieniołomach. Jeśli wypełni zadanie i powróci, prezydent daruje mu karę. Okazuje się, że ma zdobyć tylko dowody na to, że jeńcy nadal przebywają w obozie. Resztą ma się zająć Delta Force, której dowodził będzie pułkownik Trautman. Po wylądowaniu w dżungli, John jest zdany wyłącznie na siebie. Na miejscu poznaje swojego sprzymierzeńca – piękna Azjatkę Co Bao, w której wkrótce z wzajemnością się zakochuje. W trakcie podróży w głąb dżungli, okazuje się, że opowieści o Amerykanach więzionych w obozach są faktem. Rambo nie wytrzymuje presji sumienia i uwalnia jednego rodaków, co nie podoba się dowództwu. Marshall Murdock, głównodowodzący całej misji, postanawia pozostawić go na pastwę losu w Wietnamie, będąc pewny, że zginie. Rambo jednak nie ma zamiaru odpuścić. Trafia do tego samego obozu, w którym niegdyś był przetrzymywany i przesłuchiwany. Schwytany, jest poddawany bolesnym torturom, a sadystyczny podpułkownik Podovsky cierpieniem chce zmusić go do zeznania dowództwu, że został pojmany. Za pomocą Co Bao żołnierzowi udaje się jednak zbiec z obozu. Niestety, kobieta wkrótce ginie, zastrzelona przez jednego z Wietnamczyków. Rambo decyduje się zemścić na Murdocku, jak i uratować pozostałych jeńców wojennych.
John J. Rambo po wydarzeniach z części drugiej ukrywa się w Tajlandii, pomagając mnichom w budowie klasztoru. Tam odnajduje go pułkownik Trautman i prosi go o pomoc przy wykonaniu pewnej misji w Afganistanie. Rambo zdecydowanie odmawia i Trautman jest zmuszony wyruszyć sam. Wkrótce zostaje porwany przez pewnego radzieckiego oficera, który był celem owej misji. Rambo rusza na pomoc swemu przyjacielowi.

## Rozgrywka
Gra składa się z 16 misji. Do dyspozycji gracz ma 14 rodzajów broni palnej różnego typu: RKM, CKM, broń krótka i broń długa. Do tego 3 typy noży używane przez Rambo w trzech kolejnych częściach serii filmowej (Rambo – Pierwsza krew, Rambo II, Rambo III) i każdy kolejny ma lepsze parametry. Dostępny jest jeden typ łuku, i trzy typy strzał: ostra strzała, wybuchająca strzała i wybuchająca strzała z minutnikiem. Do tego za zdobyte punkty doświadczenia postać awansuje na kolejny poziom.
Z każdym poziomem gracz ma możliwość wybrania ulepszeń i umiejętności dla Rambo. Do dyspozycji dostajeme 4 pojazdy: łódź, samolot, samochód i helikopter które pojawiają się w zależności od mapy. Na ekranie zawarte zostały punkty życia postaci i przeciwnika oraz ilość amunicji w obecnym magazynku i całkowitą ilość posiadanej amunicji.
Podczas ataku na przeciwnika staje się widoczna liczba punktów doświadczenia otrzymywana za każde zadanie obrażenia oraz opis ewentualnych bonusów np. za zadanie ciosu w głowę, czy zabójstwo za pomocą noża. Podczas „ataku furii” – zabójstwie więcej niż 3 przeciwników w jednym momencie zostaje uruchomiany tryb gniewu (ang. Wrath). Wtedy Rambo dostaje „przypływu adrenaliny” i ma możliwość zabijania 2 razy więcej przeciwników w jednym momencie. Wtedy też punkty życia postaci samoczynnie się redukują.
W trakcie rozgrywki z każdą misją gracz otrzymuje kolejnego kompana lub wroga. Są to Pułkownik Samuel Trautman, Co Bao, Delmar Barry i Szeryf Wilfred Teasle – postacie, które występowały w filmie.
Po każdym poziomie (mapie) gracz otrzymuje podsumowanie postępów w misji: zdobyte punkty doświadczenia, zabici przeciwnicy, celność, zabójstw na minutę, strzały w głowę, najdłuższa seria zabójstw, śmierci Rambo i całkowitą zdobytą na tym poziomie sumę punktów doświadczenia. Poniżej pojawia się informacja o obecnym poziomie postaci i liczbie gwiazdek zdobytych na mapie (od 1 do 3). Gwiazdki oznaczają poziom gry na danej mapie.
Silnikiem gry jest Teyon Engine 3.